# 오영호 (1949년)
오영호(吳永浩, 1949년 10월 2일 ~ )은 대한민국의 정치인이다. 제46대 의령군수를 지냈다.

## 생애
1949년 경상남도 의령군 의령면에서 태어났다. 창녕옥야중학교를 졸업하였다. 옥야중학교 졸업 후 농업, 축산업에 종사하면서 의령농지개량조합장, 의령축산업협동조합장을 지냈다. 2002년 제3회 전국동시지방선거에서 무소속으로 경상남도의회 의원 선거에 출마하였으나 낙선하였다. 전임자 권태우의 사망으로 치러진 2010년 재보궐선거에서 무소속으로 경상남도 의령군수 선거에 출마하였으나 한나라당 김채용 후보에 밀려 낙선하였다.
2014년 제6회 전국동시지방선거에서 무소속으로 경상남도 의령군수 선거에 출마하여 현직 군수인 새누리당 김채용 후보를 누르고 당선되었다. 2018년 제7회 전국동시지방선거를 앞두고 불출마를 선언하였다. 그해, 3월 5일에 도박신고 현장에서 있다가 경찰에 의해 신원조사를 받았으나 증거불충분으로 풀려났다.
2014년 지방선거에 당선 후 7월 한 일간지 기자가 자신에게 부정적인 기사를 연이어 쓰자, 조직폭력배를 시켜 기사를 쓰지 못하도록 협박하게 한 혐의로 기소되었다. 2021년 2월 17일, 창원지법 마산지원은 이 혐의로 징역 2년 4개월을 선고했다. 오영호 전 군수는 이미 2015년 3월, 의령군 농수산물 유통업체인 ‘토요애’의 수박 운송권을 해당 조폭에게 준 ‘직권남용’ 혐의와 ‘토요애’의 운영자금 6천만 원을 빼돌려 선거자금에 쓴 혐의 등으로 2020년 9월 징역 9개월을 선고 받고, 구석되어 있는 상태였다.

## 학력
- 옥야중학교 졸업

## 경력
- 2006.07 ~ 2010.07 제13대 의령축협 조합장
- 2014.07 ~ 2018.06 제46대 민선 6기 경상남도 의령군수(초선, 무소속)

## 역대 선거 결과
|  | 42.90% |

|  | 37.66% |

|  | 45.49% |